# Espagne aux Jeux olympiques de 1920
L'Espagne a participé aux Jeux olympiques d'été de 1920 à Anvers, en Belgique. C'était la deuxième participation de l'Espagne à des Jeux olympiques d'Été, après celle de 1900 : le pays n'a pas participé aux jeux de 1904, 1908, et 1912. 58 concurrents, tous des hommes, ont pris part à 29 épreuves dans 7 sports.

## Médaillés
| Médaille d'argent      | Équipe d'Espagne de football \| Domingo Acedo \| \| Luis Otero \| \| \| \| Patricio Arabolaza \| \| Francisco Pagatzaurtundúa \| \| \| \| Mariano Arrate \| \| Rafael Moreno "Pichichi" \| \| \| \| Juan Artola \| \| Josep Samitier \| \| \| \| José Belausteguigoitia \| \| Agustín Sancho \| \| \| \| Sabino Bilbao \| \| Félix Sesúmaga \| \| \| \| Ramón Eguiazábal \| \| Pedro Vallana \| \| \| \| Ramón Gil \| \| Joaquín Vázquez \| \| \| \| Silverio Izaguirre \| \| Ricardo Zamora \| \| \| | Football                  |  |  |
| Médaille d'argent      | Álvaro de Figueroa José de Figueroa Hernando Fitz-James Jacobo Fitz-James Leopoldo Saínz de la Maza | Polo                      |  |  |
| Domingo Acedo          | | Luis Otero                |  |  |
| Patricio Arabolaza     | | Francisco Pagatzaurtundúa |  |  |
| Mariano Arrate         | | Rafael Moreno "Pichichi"  |  |  |
| Juan Artola            | | Josep Samitier            |  |  |
| José Belausteguigoitia | | Agustín Sancho            |  |  |
| Sabino Bilbao          | | Félix Sesúmaga            |  |  |
| Ramón Eguiazábal       | | Pedro Vallana             |  |  |
| Ramón Gil              | | Joaquín Vázquez           |  |  |
| Silverio Izaguirre     | | Ricardo Zamora            |  |  |

## Sports aquatiques

### Natation
Deux nageurs ont représenté l'Espagne en 1920. Aucun des deux n'a dépassé les quarts de finale.
| Nageur                  | Type de nage      | Quarts de finale | Quarts de finale | Demi-finale  | Demi-finale  | Finale       | Finale       |
| Nageur                  | Type de nage      | Résultat         | Rang             | Résultat     | Rang         | Résultat     | Rang         |
| ----------------------- | ----------------- | ---------------- | ---------------- | ------------ | ------------ | ------------ | ------------ |
| Luis Balcells           | 200 m brasse      | Inconnu          | 6                | Non qualifié | Non qualifié | Non qualifié | Non qualifié |
| Luis Balcells           | 400 m brasse      | Pas fini         | Pas fini         | Non qualifié | Non qualifié | Non qualifié | Non qualifié |
| Joaquín Convex Cuadrada | 1500 m nage libre | Inconnu          | 4                | Non qualifié | Non qualifié | Non qualifié | Non qualifié |

### Water-polo
L'Espagne remporte les huitièmes de finale par forfait face à l'Italie. L'équipe espagnole rencontre ensuite la Grande-Bretagne, favorite de ces jeux, en quarts de finale. L'équipe britannique bat l'Espagne et remporte ultérieurement la médaille d'or. En vertu du système Bergvall en vigueur à l'époque, l'Espagne pouvait prétendre à la médaille d'argent. L'équipe espagnole subit une défaite face aux États-Unis. La défaite américaine face à la Belgique empêche l'Espagne de prétendre à la médaille de bronze.
Huitième de finale
Espagne 1 - 1 Italie
Forfait de l'Italie
Quarts de finale
Grande-Bretagne 9 - 0 Espagne
Demi-finale pour la médaille d'argent
États-Unis 5 - 0 Espagne
Classement Final
7e

## Athlétisme
14 athlètes représentent l'Espagne. C'était la première participation du pays en athlétisme.
| Athlète                                                      | Épreuve           | Qualifications | Qualifications | Quarts de finale | Quarts de finale | demi-finales  | demi-finales | Finale       | Finale       |
| Athlète                                                      | Épreuve           | Résultats      | Rang           | Résultats        | Rang             | Résultats     | Rang         | Résultats    | Rang         |
| ------------------------------------------------------------ | ----------------- | -------------- | -------------- | ---------------- | ---------------- | ------------- | ------------ | ------------ | ------------ |
| Carlos Botín                                                 | 100 m             | 11 s 2         | 3              | Non qualifié     | Non qualifié     | Non qualifié  | Non qualifié | Non qualifié | Non qualifié |
| Jaime Camps                                                  | 100 m             | Inconnu        | 5              | Non qualifié     | Non qualifié     | Non qualifié  | Non qualifié | Non qualifié | Non qualifié |
| Julio Domínguez                                              | Cross country     | N/A            | N/A            | N/A              | N/A              | N/A           | N/A          | Inconnu      | 25           |
| José García Lorenzana                                        | 400 m             | 52 s 8         | 4              | Non qualifié     | Non qualifié     | Non qualifié  | Non qualifié | Non qualifié | Non qualifié |
| Miguel García Onsalo                                         | 400 m             | 52 s 0         | 2 Q            | 52 s 6           | 4                | Non qualifié  | Non qualifié | Non qualifié | Non qualifié |
| Miguel García Onsalo                                         | 800 m             | N/A            | N/A            | 2 min 02 s 2     | 3 Q              | 2 min 01 s 2  | 6            | Non qualifié | Non qualifié |
| José Grasset                                                 | 800 m             | N/A            | N/A            | Inconnu          | 7                | Non qualifié  | Non qualifié | Non qualifié | Non qualifié |
| Ignacio Izaguirre                                            | lancer du poids   | 11,235 m       | 17             | N/A              | N/A              | N/A           | N/A          | Non qualifié | Non qualifié |
| Ignacio Izaguirre                                            | lancer de javelot | 38,92 m        | 23             | N/A              | N/A              | N/A           | N/A          | Non qualifié | Non qualifié |
| Luis Meléndez                                                | Marche de 10 km   | N/A            | N/A            | N/A              | N/A              | 53 min 56 s 6 | 5 Q          | Non qualifié | Non qualifié |
| Félix Mendizábal                                             | 100 m             | 11 s 2         | 2 Q            | Inconnu          | 2 Q              | Inconnu       | 5            | Non qualifié | Non qualifié |
| Félix Mendizábal                                             | 200 m             | 23 s 2         | 3              | Non qualifié     | Non qualifié     | Non qualifié  | Non qualifié | Non qualifié | Non qualifié |
| Juan Muguerza                                                | 1 500 m           | N/A            | N/A            | N/A              | N/A              | Non fini      | Non fini     | Non qualifié | Non qualifié |
| Juan Muguerza                                                | 5 000 m           | N/A            | N/A            | N/A              | N/A              | Inconnu       | 6            | Non qualifié | Non qualifié |
| Diego Ordóñez                                                | 100 m             | Inconnu        | 3              | Non qualifié     | Non qualifié     | Non qualifié  | Non qualifié | Non qualifié | Non qualifié |
| Diego Ordóñez                                                | 200 m             | 23 s 7         | 3              | Non qualifié     | Non qualifié     | Non qualifié  | Non qualifié | Non qualifié | Non qualifié |
| Carlos Pajarón                                               | 200 m             | 24 s 2         | 3              | Non qualifié     | Non qualifié     | Non qualifié  | Non qualifié | Non qualifié | Non qualifié |
| Teodoro Pons                                                 | 5 000 m           | N/A            | N/A            | N/A              | N/A              | Non fini      | Non fini     | Non qualifié | Non qualifié |
| Teodoro Pons                                                 | 10 000 m          | N/A            | N/A            | N/A              | N/A              | Inconnu       | 7            | Non qualifié | Non qualifié |
| Federico Reparez                                             | 200 m             | Inconnu        | 5              | Non qualifié     | Non qualifié     | Non qualifié  | Non qualifié | Non qualifié | Non qualifié |
| Carlos Botín Félix Mendizábal Diego Ordóñez Federico Reparez | relais 4 × 100 m  | N/A            | N/A            | N/A              | N/A              | 44 s 6        | 3            | Non qualifié | Non qualifié |

## Polo
C'est la première participation de l'Espagne en polo. Le pays obtient la médaille d'argent, derrière l'équipe britannique, après avoir battu les américains en demi-finale.
demi-finale
ESP 13 - 3 USA
finale
ESP 11 - 13 GBR

## Tir
7 tireurs ont représenté l'Espagne en 1920. C'était la première fois que le pays participait aux olympiades de tir.
| Tireur                                                                          | Épreuve                                              | Finale   | Finale  |
| Tireur                                                                          | Épreuve                                              | Résultat | Rang    |
| ------------------------------------------------------------------------------- | ---------------------------------------------------- | -------- | ------- |
| José Benito López                                                               | carabine de petit calibre à 50 m                     | Inconnu  | Inconnu |
| José Benito López                                                               | carabine à 300 m, 3 positions                        | Inconnu  | Inconnu |
| Antonio Bonilla                                                                 | carabine de petit calibre à 50 m                     | Inconnu  | Inconnu |
| Antonio Bonilla                                                                 | carabine à 300 m, 3 positions                        | Inconnu  | Inconnu |
| Luis Calvet                                                                     | carabine de petit calibre à 50 m                     | Inconnu  | Inconnu |
| Luis Calvet                                                                     | carabine à 300 m, 3 positions                        | Inconnu  | Inconnu |
| Antonio Moreira                                                                 | carabine de petit calibre à 50 m                     | Inconnu  | Inconnu |
| Antonio Moreira                                                                 | carabine à 300 m, 3 positions                        | Inconnu  | Inconnu |
| Domingo Rodríguez                                                               | 50 m petit calibre                                   | Inconnu  | Inconnu |
| Domingo Rodríguez                                                               | carabine à 300 m, 3 positions                        | Inconnu  | Inconnu |
| José Benito López Antonio Bonilla Luis Calvet José María Miró Antonio Vázquez   | pistolet militaire à 30 m par équipe                 | 1224     | 6       |
| José Benito López Antonio Bonilla Luis Calvet José María Miró Antonio Vázquez   | pistolet à 50 m                                      | 2010     | 12      |
| José Benito López Antonio Bonilla Luis Calvet Antônio Moreira Domingo Rodríguez | carabine small-bore à 50 m par équipes               | 1753     | 9       |
| José Benito López Antonio Bonilla Luis Calvet Antônio Moreira Domingo Rodríguez | carabine par équipes                                 | 4080     | 11      |
| José Benito López Antonio Bonilla Luis Calvet Antônio Moreira Domingo Rodríguez | carabine militaire à 300 m, allongé                  | 278      | 7       |
| José Benito López Antonio Bonilla Luis Calvet Antônio Moreira Domingo Rodríguez | carabine militaire à 300 m, debout                   | 200      | 14      |
| José Benito López Antonio Bonilla Luis Calvet Antônio Moreira Domingo Rodríguez | carabine militaire à 600 m par équipe, couché        | 253      | 13      |
| José Benito López Antonio Bonilla Luis Calvet Antônio Moreira Domingo Rodríguez | carabine militaire à 300 & 600 m par équipes, couché | 510      | 12      |

## Football
C'est la première participation de l'Espagne en football. L'équipe espagnole obtient la médaille de bronze
Premier tour
| 28 Août 1920 | Espagne       | 1–0 | Danemark | La Butte, Bruxelles                                 |                                                     |
|              | Arabolaza 54e |     |          | Spectateurs : 3 000 Arbitrage : Willem Eymers (NED) | Spectateurs : 3 000 Arbitrage : Willem Eymers (NED) |
|              | Rapport       |     |          | Spectateurs : 3 000 Arbitrage : Willem Eymers (NED) | Spectateurs : 3 000 Arbitrage : Willem Eymers (NED) |

Quarts de finale
| 29 Août 1920 | Belgique           | 3–1 | Espagne           | Stade olympique d'Anvers, Anvers                        |                                                         |
|              | Coppée 11e 52e 55e |     | Arrate 62e (pen.) | Spectateurs : 18 000 Arbitrage : Johannes Mutters (NED) | Spectateurs : 18 000 Arbitrage : Johannes Mutters (NED) |
|              | Rapport            |     |                   | Spectateurs : 18 000 Arbitrage : Johannes Mutters (NED) | Spectateurs : 18 000 Arbitrage : Johannes Mutters (NED) |

Premier match de repêchage
| 1 Septembre 1920 | Espagne                  | 2–1 | Suède    | Broodstraat, Anvers                                  |                                                      |
|                  | Belauste 51e · Acedo 53e |     | Dahl 28e | Spectateurs : 1 500 Arbitrage : Giovanni Mauro (ITA) | Spectateurs : 1 500 Arbitrage : Giovanni Mauro (ITA) |
|                  | Rapport                  |     |          | Spectateurs : 1 500 Arbitrage : Giovanni Mauro (ITA) | Spectateurs : 1 500 Arbitrage : Giovanni Mauro (ITA) |

demi-finale de repêchage
| 2 Septembre 1920 | Espagne          | 2–0 | Italie | Stade olympique d'Anvers, Anvers                 |                                                  |
|                  | Sesúmaga 43e 72e |     |        | Spectateurs : 10 000 Arbitrage : Paul Putz (BEL) | Spectateurs : 10 000 Arbitrage : Paul Putz (BEL) |
|                  | Rapport          |     |        | Spectateurs : 10 000 Arbitrage : Paul Putz (BEL) | Spectateurs : 10 000 Arbitrage : Paul Putz (BEL) |

finale de repêchage
| 5 Septembre 1920 | Espagne                        | 3–1 | Pays-Bas       | Stade olympique d'Anvers, Anvers                 |                                                  |
|                  | Sesúmaga 7e 35e · Pichichi 72e |     | Groosjohan 68e | Spectateurs : 14 000 Arbitrage : Paul Putz (BEL) | Spectateurs : 14 000 Arbitrage : Paul Putz (BEL) |
|                  | Rapport                        |     |                | Spectateurs : 14 000 Arbitrage : Paul Putz (BEL) | Spectateurs : 14 000 Arbitrage : Paul Putz (BEL) |

## Tennis
4 joueurs de tennis représentent l'Espagne en 1920. C'est la première participation de l'Espagne pour ce sport.
| Joueur                                 | Épreuve           | 64e de finale                        | 32e de finale                                        | 16e de finale                                       | quarts de finale                         | demi-finale  | Finale       | Rang |
| Joueur                                 | Épreuve           | Score                                | Score                                                | Score                                               | Score                                    | Score        | Score        | Rang |
| -------------------------------------- | ----------------- | ------------------------------------ | ---------------------------------------------------- | --------------------------------------------------- | ---------------------------------------- | ------------ | ------------ | ---- |
| José Alonso                            | Simples messieurs | Kumagae (JPN) L 7–5, 6–3, 6–3        | Non qualifié                                         | Non qualifié                                        | Non qualifié                             | Non qualifié | Non qualifié | 32   |
| Manuel Alonso                          | Simples messieurs | Just (TCH) W 6–3, 2–6, 6–0, 6–2      | Woosnam (GBR) W 6–1, 2–6, 6–1, 6–3                   | Beamish (GBR) W 6–1, 5–7, 5–7, 6–3, 6–1             | Turnbull (GBR) L 0–6, 7–5, 4–6, 6–3, 7–5 | Non qualifié | Non qualifié | 5    |
| Enrique de Satrústegui                 | Simples messieurs | exempté                              | Simon (SUI) L 3–6, 8–6, 6–2, 6–8, 6–2                | Non qualifié                                        | Non qualifié                             | Non qualifié | Non qualifié | 17   |
| Eduardo Flaquer                        | Simples messieurs | Lindqvist (SWE) W 0–6, 6–2, 6–3, 6–2 | Balbi (ITA) L 6–2, 6–4, 6–1                          | Non qualifié                                        | Non qualifié                             | Non qualifié | Non qualifié | 17   |
| José Alonso Manuel Alonso              | Doubles messieurs | N/A                                  | Norton (RSA) & Raymond (RSA) L 6–3, 7–5, 6–0         | Non qualifié                                        | Non qualifié                             | Non qualifié | Non qualifié | 17   |
| Enrique de Satrústegui Eduardo Flaquer | Doubles messieurs | N/A                                  | de Laveleye (SUI) & Halot (SUI) W 7–5, 6–3, 1–6, 6–4 | Albarran (FRA) & Decugis (FRA) L 6–2, 3–6, 6–0, 6–4 | Non qualifié                             | Non qualifié | Non qualifié | 9    |